# Viebrockhaus
Viebrockhaus ist ein deutsches Bauunternehmen, das sich auf den Bau von vorgeplanten Häusern in Massivbauweise spezialisiert hat. Das Unternehmen hat 35.000 Einheiten in Ein-, Zwei und Mehrfamilienhäusern errichtet und beschäftigte 2025 rund 1.000 Mitarbeitende.

## Geschichte
1954 gründete Maurermeister Gustav Viebrock (1929–2019) sein Bauunternehmen in Harsefeld im Landkreis Stade. Unter der Führung seines Sohnes Andreas Viebrock seit dem Jahr 1984 ist das bis dahin regional tätige Hausbauunternehmen bundesweit expandiert.
Seit 2018 leitet die dritte Generation das Familienunternehmen: Dirk und Lars Viebrock den Ein- und Zweifamilienhausbereich, ihr Bruder Jan Viebrock als Inhaber der Gustav Viebrock GmbH den Mehrfamilienhausbereich.
In Distanzierung zu den politischen Einlassungen von Elon Musk kündigte Viebrockhaus 2025 an, keine Produkte des von Musk gegründeten Unternehmens Tesla mehr zu verbauen. Komponenten wie Batteriespeicher würden zukünftig von deutschen Herstellern bezogen werden.
Seit Juli 2025 besteht eine Kooperation mit dem FC St. Pauli, die auf gemeinsamen Werten wie Nachhaltigkeit, Vielfalt, Solidarität und einer klaren Haltung gegen Rassismus basiert.

## Standorte des Unternehmens
Die Zentrale von Viebrockhaus befindet sich  in Harsefeld im Landkreis Stade. Das Unternehmen betreibt drei Musterhausparks in Bad Fallingbostel, Kaarst und Hirschberg mit rund 25 Musterhäusern und Bemusterungshallen in Bad Fallingbostel und Kaarst. Darüber hinaus gibt es 14 Beratungsbüros in Lüneburg, Bielefeld, Hamburg, Horneburg, Ostbevern, Neumünster, Wolfenbüttel-Halchter, Lübeck, Potsdam, Köln, Bad Kreuznach, Selent, Hildesheim und Koblenz.